# Deathtrap
Deathtrap — видеоигра в жанре tower defense/action RPG, выпущенная 4 февраля 2015 г. NeocoreGames для Microsoft Windows и Mac OS X b 3 января 2017 г. для Xbox One.

## Разработка
3 января 2017 г. под названием The World of Van Helsing: Deathtrap вышла версия игры для Xbox One. NeocoreGames сообщила о своей работе над портированием игры на PlayStation 4.

## Сюжет
Действие игры разворачивается в сеттинге на основе готической литературы, впервые появившемся в игре The Incredible Adventures of Van Helsing. Одинокий протагонист отправляется в пограничный мир альтернативного измерения для защиты древних крепостей от орд монстров, пытающихся пробраться в физический мир.

## Игровой процесс
| Системные требования | Системные требования                                         | Системные требования            |
| -------------------- | ------------------------------------------------------------ | ------------------------------- |
|                      | Минимальные                                                  | Рекомендуемые                   |
| Microsoft Windows    |                                                              |                                 |
| ОС                   | Windows XP SP3 / 7 / 8 (64-bit)                              | Windows XP SP3 / 7 / 8 (64-bit) |
| ЦПУ                  | Dual Core CPU 2.0 GHz                                        | Quad Core CPU 2.5 GHz           |
| Объём ОЗУ            | 2.0 ГБ                                                       | 4.0 ГБ                          |
| Место на диске       | 20 ГБ                                                        | 20 ГБ                           |
| Видеокарта           | GeForce 8800, Radeon HD4000, Intel HD4000 (min. 512 MB VRAM) | GeForce 560 or Radeon HD5800    |
| Устройства ввода     | клавиатура, компьютерная мышь                                | клавиатура, компьютерная мышь   |

Пользователь может выбрать персонажа из трёх игровых классов: воин, волшебница и стрелок, отличающихся по стилю игры. Каждый игровой уровень представляет собой несколько заранее установленных маршрутов для волн противников, а также места для строительства общих для всех игровых классов разнообразнейших ловушек. Их можно создавать и улучшать за счёт мистического ресурса «эссенции», получаемого за убийство врагов и пройденные волны. Победа обеспечивается уничтожением всех врагов и не достижением определённого их числа границ портала базы. Работа ловушек, ранящих и убивающих противников, дополняются атаками самого героя, способного свободно передвигаться по карте и с помощью пассивных умений усиливать разными способами имеющиеся ловушки.
В перерыве между уровнями игры за счёт полученных очков опыта игрок может улучшать своего персонажа, а также покупать и использовать выпавшее из монстров за бой снаряжение для усиления своих способностей. Некоторые ловушки и улучшения к ним нуждаются в разблокировании доступа к ним.
Первоначальный сюжетный режим содержит 13 уровней, но после обретения героем достаточного опыта становятся доступными режим сценария и бескончености. В первом случае можно менять сложность игровых карт с помощью различных параметров, в то время как во втором предстоит игра на выживание при ограниченных ресурсах и растущем уровне противников. Deathtrap также содержит режим мультиплеера и кооперативного прохождения и противостояния для четырёх игроков, а также редактор карт.

## Приём
| Сводный рейтинг | Сводный рейтинг |
| Агрегатор       | Оценка          |
| --------------- | --------------- |
| GameRankings    | 77,80 %         |

Версия игры для PC получила оценку в 77 баллов на агрегаторе рецензий Metacritic на основании 26 обзоров.
Обозреватель Riot Pixels Snor поставил игре 73 % из 100 возможных. Из положительных сторон были отмечены нововведения, игровой процесс и мультиплеер, из недостатков — фактический статус аддона для «The Incredible Adventures of Van Helsing».
Летом 2018 года, благодаря уязвимости в защите Steam Web API, стало известно, что точное количество пользователей сервиса Steam, которые играли в игру хотя бы один раз, составляет 100 663 человека.